# Honduras en la Copa Mundial de Fútbol de 2014
La selección de fútbol de Honduras fue uno de los 32 equipos participantes de la Copa Mundial de Fútbol de 2014, que se realizó en Brasil durante los días 12 de junio y 13 de julio de ese mismo año. Esta fue su tercera participación en mundiales y segunda consecutiva luego de su presencia en Sudáfrica 2010.

## Clasificación
La selección hondureña comenzó su proceso clasificatorio en la Tercera Ronda por ser una de las 6 selecciones de la Concacaf mejor ubicadas en el ranking mundial FIFA de marzo de 2011. Ubicada en el Grupo C; después de quedar en la primera posición, la selección de Honduras se clasificó para disputar el hexagonal final (cuarta fase) en el año 2013. Honduras obtuvo su pase al mundial después de obtener el tercer lugar en las eliminatorias de la Concacaf, tras un empate 2:2 con Jamaica en Kingston, y quedó en tercer lugar del hexagonal, después de Estados Unidos y Costa Rica, y por encima de México.

### Tercera Ronda
| Equipo   | Pts | PJ | PG | PE | PP | GF | GC | Dif |
| -------- | --- | -- | -- | -- | -- | -- | -- | --- |
| Honduras | 11  | 6  | 3  | 2  | 1  | 12 | 3  | 9   |
| Panamá   | 11  | 6  | 3  | 2  | 1  | 6  | 2  | 4   |
| Canadá   | 10  | 6  | 3  | 1  | 2  | 6  | 10 | -4  |
| Cuba     | 1   | 6  | 0  | 1  | 5  | 1  | 10 | -9  |

| Fecha                    | Lugar            |          |                     | Resultado |                     |          |
| ------------------------ | ---------------- | -------- | ------------------- | --------- | ------------------- | -------- |
| 8 de junio de 2012       | San Pedro Sula   | Honduras | Bandera de Honduras | 0:2 (0:0) | Bandera de Panamá   | Panamá   |
| 12 de junio de 2012      | Toronto          | Canadá   | Bandera de Canadá   | 0:0       | Bandera de Honduras | Honduras |
| 7 de septiembre de 2012  | La Habana        | Cuba     | Bandera de Cuba     | 0:3 (0:1) | Bandera de Honduras | Honduras |
| 11 de septiembre de 2012 | San Pedro Sula   | Honduras | Bandera de Honduras | 1:0 (1:0) | Bandera de Cuba     | Cuba     |
| 12 de octubre de 2012    | Ciudad de Panamá | Panamá   | Bandera de Panamá   | 0:0       | Bandera de Honduras | Honduras |
| 16 de octubre de 2012    | San Pedro Sula   | Honduras | Bandera de Honduras | 8:1 (4:0) | Bandera de Canadá   | Canadá   |

### Cuarta Ronda (Hexagonal Final)
| Equipo         | Pts | PJ | PGh hu | PE | PP | GF | Gjhkokknn | Dif |
| -------------- | --- | -- | ------ | -- | -- | -- | --------- | --- |
| Estados Unidos | 22  | 10 | 7      | 1  | 2  | 15 | 8         | 7   |
| Costa Rica     | 18  | 10 | 5      | 3  | 2  | 13 | 7         | 6   |
| Honduras       | 15  | 10 | 4      | 3  | 3  | 13 | 12        | 1   |
| México         | 11  | 10 | 2      | 5  | 3  | 7  | 9         | -2  |
| Panamá         | 8   | 10 | 1      | 5  | 4  | 10 | 14        | -4  |
| Jamaica        | 5   | 10 | 0      | 5  | 5  | 5  | 13        | -8  |

| Fecha                    | Lugar            |                |                           | Resultado |                           |                |
| ------------------------ | ---------------- | -------------- | ------------------------- | --------- | ------------------------- | -------------- |
| 6 de febrero de 2013     | San Pedro Sula   | Honduras       | Bandera de Honduras       | 2:1 (1:1) | Bandera de Estados Unidos | Estados Unidos |
| 22 de marzo de 2013      | San Pedro Sula   | Honduras       | Bandera de Honduras       | 2:2 (0:1) | Bandera de México         | México         |
| 26 de marzo de 2013      | Ciudad de Panamá | Panamá         | Bandera de Panamá         | 2:0 (1:0) | Bandera de Honduras       | Honduras       |
| 7 de junio de 2013       | San José         | Costa Rica     | Bandera de Costa Rica     | 1:0 (1:0) | Bandera de Honduras       | Honduras       |
| 11 de junio de 2013      | Tegucigalpa      | Honduras       | Bandera de Honduras       | 2:0 (1:0) | Bandera de Jamaica        | Jamaica        |
| 18 de junio de 2013      | Sandy            | Estados Unidos | Bandera de Estados Unidos | 1:0 (0:0) | Bandera de Honduras       | Honduras       |
| 6 de septiembre de 2013  | Ciudad de México | México         | Bandera de México         | 1:2 (1:0) | Bandera de Honduras       | Honduras       |
| 10 de septiembre de 2013 | Tegucigalpa      | Honduras       | Bandera de Honduras       | 2:2 (1:0) | Bandera de Panamá         | Panamá         |
| 11 de octubre de 2013    | San Pedro Sula   | Honduras       | Bandera de Honduras       | 1:0 (0:0) | Bandera de Costa Rica     | Costa Rica     |
| 15 de octubre de 2013    | Kingston         | Jamaica        | Bandera de Jamaica        | 2:2 (1:2) | Bandera de Honduras       | Honduras       |

### Goleadores
| Jugador                | Goles | PJ |
| ---------------------- | ----- | -- |
| Jerry Bengtson         | 9     | 12 |
| Carlo Costly           | 7     | 13 |
| Mario Roberto Martínez | 2     | 8  |
| Óscar Boniek García    | 1     | 16 |
| Víctor Bernárdez       | 1     | 15 |
| Maynor Figueroa        | 1     | 13 |
| Wilson Palacios        | 1     | 11 |
| Juan Carlos García     | 1     | 9  |
| Marvin Chávez          | 1     | 6  |
| Roger Rojas            | 1     | 3  |

## Preparación

### Campamento Base
El 17 de diciembre de 2013 el presidente de la Federación Nacional Autónoma de Fútbol de Honduras (Fenafuth), Rafael Callejas, anunció en rueda de prensa que la ciudad de Porto Feliz fue elegida como sede del campamento base de la selección hondureña durante su participación en el mundial de Brasil 2014.
El municipio de Porto Feliz, en el estado de Sao Paulo, tiene una población aproximadamente de 50 mil habitantes, su altitud es de 523 metros sobre el nivel del mar y se encuentra a 100 km de la ciudad de Sao Paulo capital del estado paulista.
La «Academia Traffic», casa del club Desportivo Brasil, será donde se realicen los entrenamientos de la selección, la academia cuenta con 5 campos oficiales y dos para entrenamientos específicos ocupa un área de 156 mil metros cuadrados y se encuentra en los márgenes de la autopista denominada Rodovia Marechal Rondon. En tanto la delegación hondureña se alojará en el «Hotel Transamérica» a cinco minutos del centro de entrenamientos.

### Amistosos previos
La selección de Honduras planeó, en noviembre de 2013 dos partidos en Estados Unidos; uno ante Brasil y otro ante Ecuador, con resultados de 0-5 y 2-2 respectivamente. Luego, el 5 de marzo de 2014, en San Pedro Sula, enfrentó a Venezuela, a quienes derrotaron por un marcador de 2-1.
| 16 de noviembre de 2013 | Honduras | 0:5 (0:1) | Brasil                                                        | Estadio Sun Life, Miami, Estados Unidos                 |                                                         |
|                         |          |           | Bernard 22' · Dante 55' · Maicon 66' · Willian 70' · Hulk 74' | Asistencia: 71,124 espectadores Árbitro(s): Dave Gantar | Asistencia: 71,124 espectadores Árbitro(s): Dave Gantar |

| 19 de noviembre de 2013 | Honduras       | 2:2 (0:1) | Ecuador                        | BBVA Compass Stadium, Houston, Estados Unidos               |                                                             |
|                         | Costly 63' 67' |           | J. Ayoví 15' · E. Valencia 89' | Asistencia: 10,000 espectadores Árbitro(s): Ricardo Salazar | Asistencia: 10,000 espectadores Árbitro(s): Ricardo Salazar |

| 5 de marzo de 2014 | Honduras                   | 2:1 (1:1) | Venezuela | Estadio Olímpico Metropolitano, San Pedro Sula, Honduras   |                                                            |
|                    | Bengtson 6' · Palacios 50' | Reporte   | Otero 20' | Asistencia: 25,000 espectadores Árbitro(s): Henry Bejarano | Asistencia: 25,000 espectadores Árbitro(s): Henry Bejarano |

| 29 de mayo de 2014                                        | Honduras | 0:2 (0:0) | Turquía                | Robert F. Kennedy Memorial Stadium, Washington D. C., Estados Unidos |                                                                   |
|                                                           |          | Reporte   | Erdinç 70' · Erkin 83' | Asistencia: 20,723 espectadores Árbitro(s): Roberto García Orozco    | Asistencia: 20,723 espectadores Árbitro(s): Roberto García Orozco |
| Partido correspondiente al evento amistoso Road to Brazil |          |           |                        |                                                                      |                                                                   |

| 1 de junio de 2014                                        | Honduras                  | 2:4 (0:1) | Israel                                                       | BBVA Compass Stadium, Houston, Estados Unidos              |                                                            |
|                                                           | Espinoza 47' · Costly 83' | Reporte   | Zahavi 34' · Figueroa 52' (a.g.) · Damari 60' · Vermouth 74' | Asistencia: 19,235 espectadores Árbitro(s): Kevin Morrison | Asistencia: 19,235 espectadores Árbitro(s): Kevin Morrison |
| Partido correspondiente al evento amistoso Road to Brazil |                           |           |                                                              |                                                            |                                                            |

| 7 de junio de 2014 | Honduras | 0:0 | Inglaterra | Sun Life Stadium, Miami, Estados Unidos |  |
|                    |          |     |            | Árbitro(s): Ricardo Salazar             |  |

## Lista de Jugadores
El 5 de mayo de 2014 el entrenador de la selección de Honduras, Luis Fernando Suárez, dio a conocer en rueda de prensa la lista de 23 convocados para asistir al mundial. Así mismo informó que tiene a otros 7 futbolistas en observación por si hiciera falta reemplazar a un jugador en caso de un imprevisto.
| #     | Nombre               | Nombre en camiseta   | Posición             | Edad                 | PJ Sel               | G                    | Club                 |
| ----- | -------------------- | -------------------- | -------------------- | -------------------- | -------------------- | -------------------- | -------------------- |
| 1     | Luis López           | LOPEZ                | Portero              | 20                   | -                    | -                    | Real España          |
| 2     | Osman Chávez         | O.CHAVEZ             | Defensa              | 29                   | -                    | -                    | Qingdao Jonoon       |
| 3     | Maynor Figueroa      | FIGUEROA             | Defensa              | 31                   | -                    | -                    | Hull City            |
| 4     | Juan Pablo Montes    | MONTES               | Defensa              | 28                   | -                    | -                    | Motagua              |
| 5     | Víctor Bernárdez     | BERNARDEZ            | Defensa              | 32                   | -                    | -                    | San Jose Earthquakes |
| 6     | Juan Carlos García † | J.C.GARCIA           | Defensa              | 26                   | -                    | -                    | Wigan Athletic       |
| 7     | Emilio Izaguirre     | EMILIO               | Defensa              | 28                   | -                    | -                    | Celtic               |
| 8     | Wilson Palacios      | W.PALACIOS           | Centrocampista       | 29                   | -                    | -                    | Stoke City           |
| 9     | Jerry Palacios       | J.PALACIOS           | Delantero            | 32                   | -                    | -                    | Alajuelense          |
| 10    | Mario Martínez       | M.MARTINEZ           | Centrocampista       | 24                   | -                    | -                    | Real España          |
| 11    | Jerry Bengtson       | BENGTSON             | Delantero            | 27                   | -                    | -                    | C.A. Belgrano        |
| 12    | Edder Delgado        | DELGADO              | Centrocampista       | 29                   | -                    | -                    | Real España          |
| 13    | Carlo Costly         | COSTLY               | Delantero            | 31                   | -                    | -                    | Real España          |
| 14    | Boniek García        | BONIEK               | Centrocampista       | 29                   | -                    | -                    | Houston Dynamo       |
| 15    | Roger Espinoza       | ESPINOZA             | Centrocampista       | 27                   | -                    | -                    | Wigan Athletic       |
| 16    | Rony Martínez        | R.MARTINEZ           | Delantero            | 25                   | -                    | -                    | Real Sociedad        |
| 17    | Andy Najar           | NAJAR                | Centrocampista       | 22                   | -                    | -                    | Anderlecht           |
| 18    | Noel Valladares      | VALLADARES           | Portero              | 37                   | -                    | -                    | Olimpia              |
| 19    | Luis Garrido         | GARRIDO              | Centrocampista       | 23                   | -                    | -                    | Olimpia              |
| 20    | Jorge Claros         | CLAROS               | Centrocampista       | 28                   | -                    | -                    | Motagua              |
| 21    | Brayan Beckeles      | BECKELES             | Defensa              | 28                   | -                    | -                    | Olimpia              |
| 22    | Donis Escober        | ESCOBER              | Portero              | 33                   | -                    | -                    | Olimpia              |
| 23    | Marvin Chávez        | M.CHAVEZ             | Centrocampista       | 30                   | -                    | -                    | Chivas USA           |
| D. T. | Luis Fernando Suárez | Luis Fernando Suárez | Luis Fernando Suárez | Luis Fernando Suárez | Luis Fernando Suárez | Luis Fernando Suárez | Luis Fernando Suárez |

Los siguientes jugadores no integraron la nómina definitiva de 23 jugadores que asistirán al mundial, pero fueron incluidos en la lista provisional de 30 convocados que la Federación Nacional Autónoma de Fútbol de Honduras envió a la FIFA.
| Nombre          | Posición       | Edad | PJ Sel | G | Club                |
| --------------- | -------------- | ---- | ------ | - | ------------------- |
| Yul Arzú        | Portero        | -    | -      | - | Marathón            |
| Johnny Leverón  | Defensa        | -    | -      | - | Vancouver Whitecaps |
| Alexander López | Centrocampista | -    | -      | - | Houston Dynamo      |
| Diego Reyes     | Delantero      | -    | -      | - | Marathón            |
| Bryan Róchez    | Delantero      | -    | -      | - | Real España         |
| Jonathan Mejía  | Delantero      | -    | -      | - | Real Jaén           |

## Participación

### Grupo E
| Equipo   | Pts | PJ | PG | PE | PP | GF | GC | Dif |
| -------- | --- | -- | -- | -- | -- | -- | -- | --- |
| Francia  | 7   | 3  | 2  | 1  | 0  | 8  | 2  | 6   |
| Suiza    | 6   | 3  | 2  | 0  | 1  | 7  | 6  | 1   |
| Ecuador  | 4   | 3  | 1  | 1  | 1  | 3  | 3  | 0   |
| Honduras | 0   | 3  | 0  | 0  | 3  | 1  | 8  | -7  |

| 15 de junio de 2014, 16:00 | Francia                                        | 3:0 (1:0) | Honduras | Estadio Beira-Rio, Porto Alegre                          |                                                          |
|                            | Benzema 44' (pen.) 71' · Valladares 47' (a.g.) | Reporte   |          | Asistencia: 43 012 espectadores Árbitro(s): Sandro Ricci | Asistencia: 43 012 espectadores Árbitro(s): Sandro Ricci |

| 20 de junio de 2014, 19:00 | Honduras   | 1:2 (1:1) | Ecuador             | Estadio «Arena da Baixada», Curitiba |                          |
|                            | Costly 30' | Reporte   | E. Valencia 33' 64' | Árbitro(s): Ben Williams             | Árbitro(s): Ben Williams |

| 25 de junio de 2014, 17:00 | Honduras | 0:3 (0:2) | Suiza              | Arena da Amazônia, Manaus |                           |
|                            |          | Reporte   | Shaqiri 5' 30' 70' | Árbitro(s): Nestor Pitana | Árbitro(s): Nestor Pitana |

## Estadísticas

### Tabla general
Simbología:

Pts: puntos acumulados.

PJ: partidos jugados.

PG: partidos ganados.

PE: partidos empatados.

PP: partidos perdidos.

GF: goles a favor.

GC: goles en contra.

Dif: diferencia de goles.

Rend: rendimiento.
| Pos. | Equipo               | Pts | PJ | PG | PE | PP | GF | GC | Dif. | Rend. |
| ---- | -------------------- | --- | -- | -- | -- | -- | -- | -- | ---- | ----- |
| 1    | Países Bajos         | 9   | 3  | 3  | 0  | 0  | 10 | 3  | 7    | 100%  |
| 2    | Colombia             | 9   | 3  | 3  | 0  | 0  | 9  | 2  | 7    | 100%  |
| 3    | Argentina            | 9   | 3  | 3  | 0  | 0  | 6  | 3  | 3    | 100%  |
| 4    | Bélgica              | 9   | 3  | 3  | 0  | 0  | 4  | 1  | 3    | 100%  |
| 5    | Francia              | 7   | 3  | 2  | 1  | 0  | 8  | 2  | 6    | 77,7% |
| 6    | Alemania             | 7   | 3  | 2  | 1  | 0  | 7  | 2  | 5    | 77,7% |
| 6    | Brasil               | 7   | 3  | 2  | 1  | 0  | 7  | 2  | 5    | 77,7% |
| 8    | Costa Rica           | 7   | 3  | 2  | 1  | 0  | 4  | 1  | 3    | 77,7% |
| 8    | México               | 7   | 3  | 2  | 1  | 0  | 4  | 1  | 3    | 77,7% |
| 10   | Chile                | 6   | 3  | 2  | 0  | 1  | 5  | 3  | 2    | 66,6% |
| 11   | Suiza                | 6   | 3  | 2  | 0  | 1  | 7  | 6  | 1    | 66,6% |
| 12   | Uruguay              | 6   | 3  | 2  | 0  | 1  | 4  | 4  | 0    | 66,6% |
| 13   | Argelia              | 4   | 3  | 1  | 1  | 1  | 6  | 5  | 1    | 44,4% |
| 14   | Estados Unidos       | 4   | 3  | 1  | 1  | 1  | 4  | 4  | 0    | 44,4% |
| 15   | Nigeria              | 4   | 3  | 1  | 1  | 1  | 3  | 3  | 0    | 44,4% |
| 16   | Grecia               | 4   | 3  | 1  | 1  | 1  | 2  | 4  | -2   | 44,4% |
| 17   | Ecuador              | 4   | 3  | 1  | 1  | 1  | 3  | 3  | 0    | 44,4% |
| 18   | Portugal             | 4   | 3  | 1  | 1  | 1  | 4  | 7  | -3   | 44,4% |
| 19   | Croacia              | 3   | 3  | 1  | 0  | 2  | 6  | 6  | 0    | 33,3% |
| 20   | Bosnia y Herzegovina | 3   | 3  | 1  | 0  | 2  | 4  | 4  | 0    | 33,3% |
| 21   | Costa de Marfil      | 3   | 3  | 1  | 0  | 2  | 4  | 5  | -1   | 33,3% |
| 22   | Italia               | 3   | 3  | 1  | 0  | 2  | 2  | 3  | -1   | 33,3% |
| 23   | España               | 3   | 3  | 1  | 0  | 2  | 4  | 7  | -3   | 33,3% |
| 24   | Rusia                | 2   | 3  | 0  | 2  | 1  | 2  | 3  | -1   | 22,2% |
| 25   | Ghana                | 1   | 3  | 0  | 1  | 2  | 4  | 6  | -2   | 11,1% |
| 26   | Inglaterra           | 1   | 3  | 0  | 1  | 2  | 2  | 4  | -2   | 11,1% |
| 27   | Corea del Sur        | 1   | 3  | 0  | 1  | 2  | 3  | 6  | -3   | 11,1% |
| 28   | Irán                 | 1   | 3  | 0  | 1  | 2  | 1  | 4  | -3   | 11,1% |
| 29   | Japón                | 1   | 3  | 0  | 1  | 2  | 2  | 6  | -4   | 11,1% |
| 30   | Australia            | 0   | 3  | 0  | 0  | 3  | 3  | 9  | -6   | 0,0%  |
| 31   | Honduras             | 0   | 3  | 0  | 0  | 3  | 1  | 8  | -7   | 0,0%  |
| 32   | Camerún              | 0   | 3  | 0  | 0  | 3  | 1  | 9  | -8   | 0,0%  |

### Participación de jugadores
| # | Pos        | Jugador         | PJ (T/S) | Minutos Jugados | Goles recibidos | Atajos | Tarjetas Amarillas | Doble Tarjeta Amarilla y Roja | Tarjetas Rojas |
| - | ---------- | --------------- | -------- | --------------- | --------------- | ------ | ------------------ | ----------------------------- | -------------- |
| 1 | Guardameta | Noel Valladares | -        | -               | -               | -      | -                  | -                             | -              |
| - | Guardameta | Donis Escober   | -        | -               | -               | -      | -                  | -                             | -              |
| - | Guardameta | Luis López      | -        | -               | -               | -      | -                  | -                             | -              |

| # | Pos            | Jugador            | PJ (T/S) | Minutos Jugados | (P) | Asistencias | Tarjetas Amarillas | Doble Tarjeta Amarilla y Roja | Tarjetas Rojas |
| - | -------------- | ------------------ | -------- | --------------- | --- | ----------- | ------------------ | ----------------------------- | -------------- |
| - | Defensa        | Brayan Beckeles    | -        | -               | -   | -           | -                  | -                             | -              |
| - | Defensa        | Arnold Peralta     | -        | -               | -   | -           | -                  | -                             | -              |
| - | Defensa        | Maynor Figueroa    | -        | -               | -   | -           | -                  | -                             | -              |
| - | Defensa        | Víctor Bernárdez   | -        | -               | -   | -           | -                  | -                             | -              |
| - | Defensa        | Emilio Izaguirre   | -        | -               | -   | -           | -                  | -                             | -              |
| - | Defensa        | Osman Chávez       | -        | -               | -   | -           | -                  | -                             | -              |
| - | Defensa        | Juan Carlos García | -        | -               | -   | -           | -                  | -                             | -              |
| - | Defensa        | Juan Pablo Montes  | -        | -               | -   | -           | -                  | -                             | -              |
| - | Centrocampista | Luis Garrido       | -        | -               | -   | -           | -                  | -                             | -              |
| - | Centrocampista | Boniek García      | -        | -               | -   | -           | -                  | -                             | -              |
| - | Centrocampista | Andy Najar         | -        | -               | -   | -           | -                  | -                             | -              |
| - | Centrocampista | Roger Espinoza     | -        | -               | -   | -           | -                  | -                             | -              |
| - | Centrocampista | Wilson Palacios    | -        | -               | -   | -           | -                  | -                             | -              |
| - | Centrocampista | Marvin Chávez      | -        | -               | -   | -           | -                  | -                             | -              |
| - | Centrocampista | Jorge Claros       | -        | -               | -   | -           | -                  | -                             | -              |
| - | Centrocampista | Mario Martínez     | -        | -               | -   | -           | -                  | -                             | -              |
| - | Delantero      | Jerry Bengtson     | -        | -               | -   | -           | -                  | -                             | -              |
| - | Delantero      | Jerry Palacios     | -        | -               | -   | -           | -                  | -                             | -              |
| - | Delantero      | Carlo Costly       | -        | -               | -   | -           | -                  | -                             | -              |
| - | Delantero      | Rony Martínez      | -        | -               | -   | -           | -                  | -                             | -              |